# 闪舞
《闪舞》（英語：Flashdance）是一部 1983 年的美国英语舞蹈爱情电影，由阿德里安·莱恩执导，詹妮弗·比尔斯主演。比尔斯饰演一位充满激情的年轻焊工和业余脱衣舞娘，但时时渴望成为一名职业芭蕾舞演员（Alex），迈克尔·努里则饰演她的男朋友和她在匹兹堡工作钢铁厂的老板（尼克）。这是制片人唐·辛普森和杰瑞·布洛克海默的第一次合作，本片中的一些音樂錄影帶（MV）片段的风格也影响了其他 1980 年代的电影，包括《渾身是勁》《紫雨》和辛普森和布鲁克海默最著名的作品《壮志凌云》。这也是莱恩在电视广告普及基础上首次发行的电影之一。主角的舞蹈片段是替身法国女演员Marine Jahan拍摄的（作为比尔斯的主要舞蹈替身，Mariane没有出现在片尾名单中 ，而霹雳舞则由男舞者Crazy Legs替身）。本片的电影海报中，詹妮弗·比尔斯穿着一件有大脖子洞的运动衫面对镜头。根据比尔斯的说法，她的套衫无意中经过洗衣机缩水后被她在顶部剪开了一个大洞，因此才有图中独特的风格。
本片一经问世便遭到了罗杰·艾伯特等的专业评论家一面倒的负面评价。艾伯特评价本片为毫无意义的炫丽噪音和闪舞,，并最终将其列入了他“最厌恶”的电影名单。然而，闪舞却收获了一个令人惊叹的票房成绩，以9,000万美元（通货膨胀计算后2022年2.63亿美元）的成绩一举成为1983年美国票房第三的电影。其全球票房总收入超过2亿美元（2022年5.5亿美元） 。由乔治·莫罗德尔编写的配乐催生了几首热门歌曲，包括《Maniac》和获得第56届奥斯卡最佳原创歌曲的《Flashdance... What a Feeling》。

## 剧情
亚历山德拉·“Alex”·欧文斯（詹妮弗·比尔斯饰）是宾夕法尼亚州匹兹堡一家钢铁厂莫比斯的一名18岁的焊工，平凡的她和她的狗“Grunt”住在一个改建的仓库里。然而她内心却时时渴望成为一名专业的舞者，只是因为没有接受过正规的舞蹈训练，她只能白天在莫比斯打工，晚上则在附近的一家酒吧&烧烤店当舞娘。
由于没有亲人，Alex与她在莫比斯的同事打成一片，而伙伴们中其他一些人也渴望取得更大的艺术成就。女服务员珍妮（桑尼·约翰逊饰）正在接受花样滑冰运动员的训练，而珍妮的男朋友，厨师里奇（凯尔·T·赫夫纳饰）则希望成为一名单口相声演员。
一天晚上，Alex引起了酒吧顾客尼克（迈克尔努里饰）的注意，尼克也是她工作钢铁厂的老板。在得知Alex是他的员工后，尼克开始在工作中追求她，不过Alex一再拒绝了他。约翰尼·C(Lee·Ving饰)也找上了Alex，希望她在附近的桑给巴尔脱衣舞俱乐部为他跳舞。
在向她的导师、退休芭蕾舞演员汉娜·朗（莉莉娅·斯卡拉饰）寻求建议后，Alex决定申请匹兹堡舞蹈与剧目学院。不过由于没有正规的资历，而履历表却要求她列出所有以前的舞蹈经验和教育，羞于承认的她没有申请便离开了。在莫比斯的一天晚上，里奇和Alex遭到约翰尼·C和他的保镖塞西尔的袭击。尼克介入其中并带Alex回家后，两人开始了一段浪漫关系。
在一场滑冰比赛中，珍妮在表演时摔倒了两次。无助，灰心丧气的她坐在冰面上，等着被旁人帮助出赛场。由于自己失败后的打击和男朋友里奇决定去西海岸洛杉矶试试运气的离去，珍妮开始与约翰尼·C约会，并在桑给巴尔俱乐部当他的脱衣舞娘。在从杰克那里得知珍妮的情况后，Alex找到了她并将她拖出了桑给巴尔。珍妮很生气，但她很快就意识到自己的错误。
一天晚上，在看到尼克和一个女人一起看芭蕾舞后，Alex从他家的窗户外扔了一块石头，却发现那是他前妻（贝琳达·鲍尔），两人正因一些慈善组织的工作碰头。之后Alex和尼克重归于好，她则鼓起勇气申请了音乐学院。尼克利用他与艺术委员会的关系让Alex参加试镜。发现尼克暗中开后门的做法后，Alex对尼克大发雷霆。因为她没有通过自己努力争取到获得的机会，她决定不参加试镜。看到别人梦想失败的结果，在导师汉娜突然去世后，Alex对自己的未来感到沮丧，最终决定参加试镜。
在试镜中，Alex步履蹒跚，但她重新开始并成功完成了由她自编自导的舞蹈项目，包括她在匹兹堡街头看到的霹雳舞。试镜的裁判们反应热烈，Alex则兴高采烈地从音乐学院走出来，发现尼克和Grunt正拿着一束玫瑰在等她。

## 音乐
Flashdance... What a Feeling一曲由艾琳·卡拉演唱，她还为1980 年的类似电影《我要高飞》演唱了主打歌。歌曲音乐则由Giorgio Moroder作曲，（基思·福西和艾琳·卡拉作词）。这首歌获得了奥斯卡最佳原创歌曲奖，以及金球奖等许多其他奖项。它还在1983年5月的告示牌百大热门榜中排名第一。这首歌被用在电影的片头镜头中，也是Alex在电影结尾的舞蹈试镜时使用的音乐，但歌词中并没有听到歌曲标题“Flashdance”这个词。
影片中使用的另一首歌曲《Maniac》（疯子）由Michael Sembello和Dennis Matkosky编写，Michael Sembello演唱，也获得了奥斯卡奖提名。一个流行的都市传说认为这首歌最初是为 1980 年的恐怖电影《Maniac》写的，而原先关于一个逍遥法外杀手的歌词片段因此被改写后来用于《闪舞》的配乐。这个传说在电影DVD发行的片尾中被否认，剧组称这首歌只是为这部电影写的，尽管拍摄开始时只有两首完整的歌词（“只是周六晚上一个钢铁小镇的女孩”和“她是个疯子”）。和主打歌一样，它在 1983 年 9 月登上了告示牌百大热门榜的第一名 。
影片中的其他歌曲包括由乔·埃斯波西托演唱的《Lady, Lady, Lady》，由劳拉·布拉尼根演唱的《格洛丽亚》和《想象力》，以及由金·卡恩斯演唱的《我会在心之所在》。
《闪舞》的原声带专辑在发售的前两周便售出了70万张，总业绩仅在美国就卖出了超过6百万张。1984年，这张原声带专辑获得格莱美奖最佳原创配乐专辑。

## 评价和影响

### 评价
观众的赞同水平一般在“C”的级别上，勉强支持本片。在烂番茄上，根据48条影评人的评论，这部电影的新鲜度为35%。影评人的共识是：“只有风格，没有内涵，闪舞拥有引人注目的舞蹈片段和珍妮佛·贝尔动人的表演，但是叙事却是一塌糊涂”。在Metacritic上，根据 11 位影评人的评论，这部电影的得分为39%，获得普遍不佳的评论。。
罗杰·艾伯特将其列入他的“最讨厌”电影名单，在他的评论中给这部电影1.5/4星。他说：“詹妮弗·比尔斯不应该感到难过。她是个天生的人才，她在这里（好莱坞）还很新鲜，很有吸引力，只需要找一个有天生天赋的经纪人就可以拒绝（这一类垃圾）剧本”。在他对芝加哥太阳报的评论中，艾伯特说：“如果闪舞多花一点精力去了解故事的女主人公，少花一点时间拙劣地模仿《周六夜狂热》的成功，“这可能是一部更好的电影。” 综艺杂志比较了电影到一系列音乐视频，认为“看闪舞就像看96分钟的MTV。几乎没有情节。人物和社会塑造上都可笑至极，但至少不辜负它的标题：本片充斥着华而不实的舞蹈选集。” 纽约时报 记者珍妮特·马斯林写道：“（本片）有乔治·莫罗德尔的配乐，炫丽的服装，如此动态的舞蹈场景，可惜却有着一个令人失望的糟糕故事。”
在1984年为《跳接杂志》杂志撰写的一篇文章中，评论家凯瑟琳·卡利纳克对亚历克斯的经历提出质疑：“一个18岁的女性如何在经济萧条，工会控制下的钢铁行业找到一份熟练焊工的工作？你不但找不到30岁以下的女性员工，男性也找不到一个。”。

### 荣誉
| 奖项                   | 类别                             | 提名者 | 结果 |
| ---------------------- | -------------------------------- | --- | ---- |
| 第56届奥斯卡金像奖     | 奥斯卡最佳摄影奖                 | 唐纳德·彼得曼 | 提名 |
| 第56届奥斯卡金像奖     | 奥斯卡最佳影片剪辑奖             | Bud S. Smith and Walt Mulconery | 提名 |
| 第56届奥斯卡金像奖     | 奥斯卡最佳原创歌曲奖             | "Flashdance... What a Feeling" 乔治·莫罗德尔作曲 基思·福西和艾琳·卡拉作词 | 獲獎 |
| 第56届奥斯卡金像奖     | 奥斯卡最佳原创歌曲奖             | "Maniac" Michael Sembello和Dennis Matkosky编写 | 提名 |
| 美国电影编辑奖         | 最佳剪辑长片                     | Bud S. Smith and Walt Mulconery | 提名 |
| 蓝丝带奖 (电影)        | 最佳外语片                       | 阿德里安·莱恩 | 獲獎 |
| 英国电影学院奖         | 最佳编辑奖                       | Bud S. Smith and Walt Mulconery | 獲獎 |
| 英国电影学院奖         | 最佳音效奖                       | 唐·迪吉若拉莫, 罗伯特·格拉斯, 罗伯特·克努森和吉姆·韦伯 | 提名 |
| 英国电影学院奖         | 最佳电影音乐奖                   | 乔治·莫罗德尔 | 提名 |
| 英国电影学院奖         | 最佳原创歌曲奖                   | "Flashdance... What a Feeling" 乔治·莫罗德尔作曲 基思·福西和艾琳·卡拉作词 | 提名 |
| 金球奖                 | 金球奖最佳音乐及喜剧电影         | 金球奖最佳音乐及喜剧电影 | 提名 |
| 金球奖                 | 金球奖最佳音乐及喜剧类电影女主角 | 珍妮佛·贝尔 | 提名 |
| 金球奖                 | 金球奖最佳原创配乐奖             | 乔治·莫罗德尔 | 獲獎 |
| 金球奖                 | 金球奖最佳原创歌曲               | "Flashdance... What a Feeling" 乔治·莫罗德尔作曲 基思·福西和艾琳·卡拉作词 | 獲獎 |
| 金球奖                 | 金球奖最佳原创歌曲               | "Maniac" Michael Sembello和Dennis Matkosky编写 | 提名 |
| 金酸梅奖               | 最差电影剧本                     | Tom Hedley，Joe Eszterhas撰写剧本 | 提名 |
| 格莱美奖               | 年度最佳专辑                     | 闪舞：电影原声带专辑 | 提名 |
| 格莱美奖               | 格莱美奖年度制作                 | "Flashdance... What a Feeling" 艾琳·卡拉 乔治·莫罗德尔 | 提名 |
| 格莱美奖               | 格莱美奖年度制作                 | "Maniac" – Michael Sembello and Phil Ramone | 提名 |
| 格莱美奖               | 格莱美奖年度歌曲                 | "Maniac" Michael Sembello Dennis Matkosky | 提名 |
| 格莱美奖               | 格莱美奖最佳流行音乐男声表演     | "Maniac" – Michael Sembello | 提名 |
| 格莱美奖               | 格莱美奖最佳流行音乐女声表演     | "Flashdance... What a Feeling" – 艾琳·卡拉 | 獲獎 |
| 格莱美奖               | 格莱美奖最佳流行音乐乐器表演     | "Love Theme from Flashdance" – Helen St. John | 提名 |
| 格莱美奖               | 格莱美奖最佳器乐作曲             | "Love Theme from Flashdance" – 乔治·莫罗德尔 | 獲獎 |
| 格莱美奖               | 格莱美奖最佳视觉媒体配乐         | 闪舞：电影原声带 Michael Boddicker, 艾琳·卡拉, Kim Carnes, Doug Cotler, Keith Forsey, Richard Gilbert, Jerry Hey, Duane Hitchings, Craig Krampf, Ronald Magness, Dennis Matkosky, 乔治·莫罗德尔, Phil Ramone, Michael Sembello, and Shandi Sinnamon | 獲獎 |
| 报知电影奖             | 最佳国际影片                     | Adrian Lyne | 獲獎 |
| 日本电影学院奖         | 日本电影学院奖最佳外语片奖       | 日本电影学院奖最佳外语片奖 | 提名 |
| 有色人种进步协会形象奖 | 杰出电影女演员                   | 珍妮佛·贝尔 | 獲獎 |
| 全国音乐出版商协会     | 电影最佳歌曲                     | 艾琳·卡拉 | 獲獎 |
| 人民选择奖             | 电影中最喜欢的主题/歌曲          | "Flashdance... What a Feeling" | 獲獎 |
| 卫星奖                 | 卫星奖最佳DVD附加片段            | 卫星奖最佳DVD附加片段 | 提名 |